# Carl Magnus

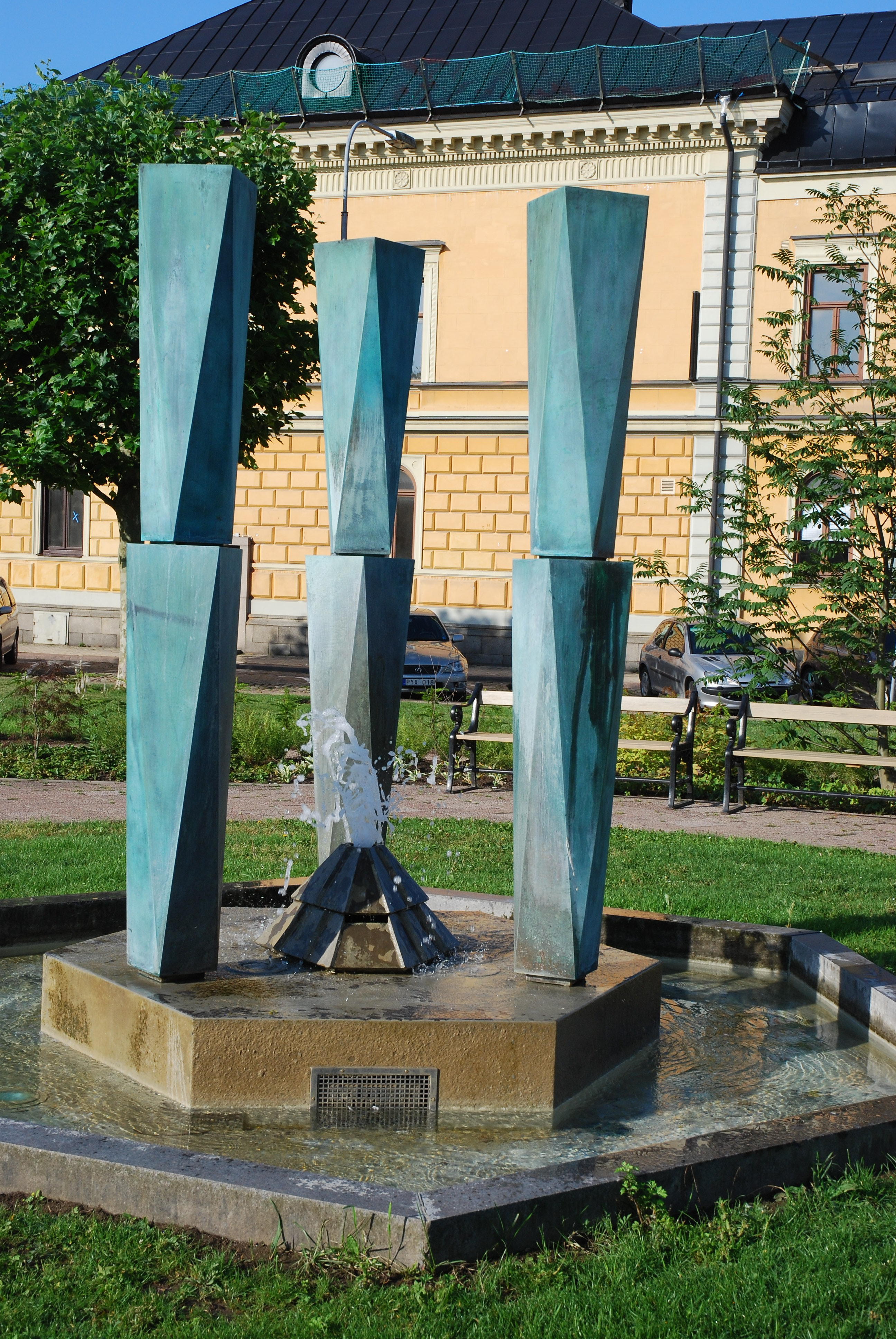
Källan, torget mellan Residensgatan och Västra Storgatan i Kristianstad.

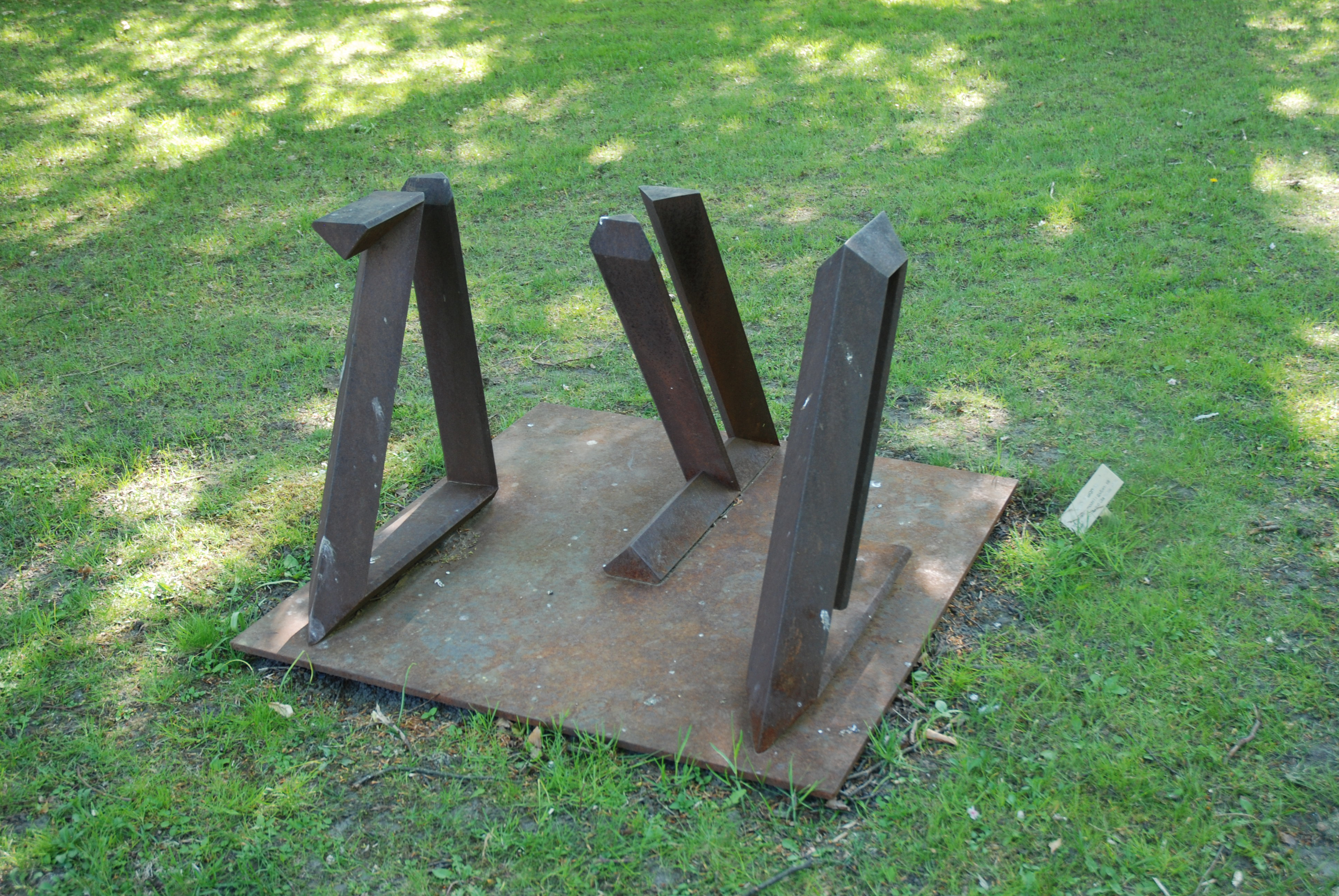
Modell i gjutjärn till Intervaller

Carl Magnus, född 18 januari 1943 i Getinge, är en svensk målare, skulptör och grafiker.
Carl Magnus var 1985 huvudlärare i skulptur på Valands konsthögskola i Göteborg och 1991–1996 professor i måleri på Kungliga Konsthögskolan i Stockholm. Han målade under 1960-talet expressiva och kraftfulla målningar. Numera bygger hans konst på enkla geometriska eller arkitektoniska motiv. 

## Offentliga verk i urval
Carl Magnus har utfört ett fyrtiotal större skulpturer.
- Lyftande månfarkost (1969), emaljerad stålplåt, Klostergårdsskolan i Lund
- Rågång-Råmärken (1984), Statsvetenskapliga/Juridiska institutionen vid Lunds universitet
- Intervaller (1985), cortenstål, framför Malmö stadshus på August Palms plats i Malmö. Skiss i gjutjärn utanför Skissernas Museum i Lund. Utanför entrén till Vandalorum, Värnamo.
- skulpturer på Skärmarbrinks tunnelbanestation i Stockholm (1990)
- Bon voyage (1992), fontän, vid Helsingborgs centralstation på Kungstorget i Helsingborg
- Källan (1996), brons, parken mellan Residensgatan och Västra Storgatan i Kristianstad
- Vattenkatedral (2005), fontän, grönpatinerad brons och granit, Västra Stationstorget i Lund
- Vattensnäcka (1988–1989), Trädgårdsföreningen i Göteborg
- Eskalerad trappa, Volvo i Göteborg
- Råmärke, röd granit, utanför Halmstads slott i Halmstad
- skulptur i Nevisborg i Staffanstorp

Carl Magnus är även representerad vid bland annat Moderna museet, Norrköpings konstmuseum  och Kalmar konstmuseum.